# Branka Slavica
Branka Slavica (Split, 21. travnja 1968.) hrvatska je novinarka i dugogodišnja dopisnica Hrvatske radiotelevizije iz Washingtona.
Nakon završetka studija novinarstva na Sveučilištu u Zagrebu 1991. godine, svoje obrazovanje upotpunila je na više međunarodnih institucija. Pohađala je Sveučilište u New Mexicu, Ljetnu školu dokumentarnog filma u Montpellieru te kolegij o produkciji dokumentarnih filmova na Sveučilištu „George Washington”. Magistarski studij završila je na Sveučilištu u Zagrebu (2010. - 2012.).
Svoju novinarsku karijeru započinje u Splitu 1994. godine kao dopisnica HRT-a. Godine 1996. prelazi u zagrebačku redakciju gdje vodi i uređuje različite informativne emisije, uključujući „Dnevnik 1”, „Dnevnik 3”, „Puni krug”, „Odjeci dana” i dr. Godine 2005. postaje stalna dopisnica HRT-a iz SAD-a, čime postaje dopisnica s najduljim stažem na istoj lokaciji u povijesti kuće.
Tijekom svoje karijere izvještavala je o brojnim značajnim događajima, uključujući: predsjedničke izbore u SAD-u, financijske krize, demonstracije na Wall Streetu i zasjedanja Opće skupštine UN-a. Među istaknutim reportažama nalaze se izvješća o potresu na Haitiju, spašavanju čileanskih rudara u pustinji Atacama te posjeti zatvoru Guantanamo Bay. Za svoj rad dobila je nekoliko priznanja, uključujući nagradu „Joško Martinović” za reportažu iz Ciudad Juareza 2011. godine.
U privatnom životu, nakon veze s hrvatskim generalom Mirkom Norcem, 2016. godine udala se za američkog inženjera u crkvi u Georgetownu.
Osim televizijskog novinarstva, Slavica se bavi i pisanjem priča za djecu. 